# Mount Vernon (posiadłość)

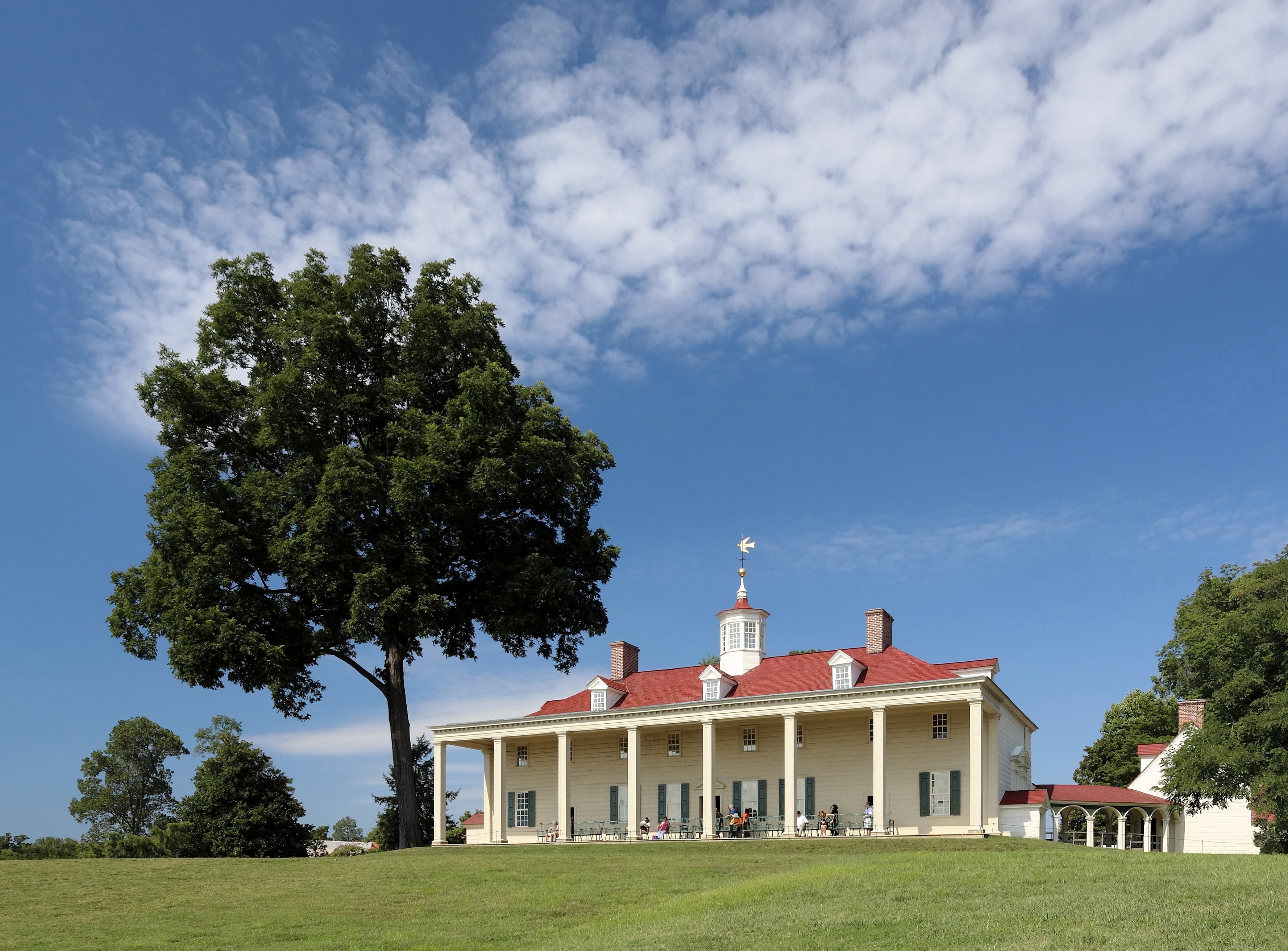
Elewacja wschodnia rezydencji

Mount Vernon – rezydencja, posiadłość i plantacja pierwszego prezydenta USA, George’a Washingtona, położona nad rzeką Potomak w pobliżu Mount Vernon w hrabstwie Fairfax w stanie Wirginia.
Znajduje się tu także grób Washingtona, jego żony i najbliższej jego rodziny.
W holu jest prezentowany klucz do francuskiej Bastylii.
Od 1960 roku posiadłość jest jednym z narodowych pomników historycznych Stanów Zjednoczonych (National Historic Landmark).